# کریستف نوپه
کریستف نوپه (انگلیسی: Christophe Noppe؛ زادهٔ ۲۹ نوامبر ۱۹۹۴ ‏(۳۰ سال)) دوچرخه‌سوار اهل بلژیک است.
از باشگاه‌هایی که در آن بازی کرده‌است می‌توان به اسپورت فلاندر-بالوزه اشاره کرد.